# Undead (film)
Pour les articles homonymes, voir Undead.
Pour plus de détails, voir Fiche technique et Distribution.
Undead est un film d'horreur australien réalisé par Michael et Peter Spierig, sorti en 2003.

## Synopsis
La paisible ville de Berkeley subit une pluie de météorites contaminées qui transforment toute personne mourante en zombie affamé.
Mais Marion, mi-fermier mi-cow-boy, savait que cela arriverait et se tient prêt. Quand les survivants se précipitent chez lui pour y trouver refuge, il attend la meute des poursuivants le doigt sur la détente.

## Fiche technique
- Titre original : Undead
- Réalisation : Michael et Peter Spierig
- Scénario : Michael et Peter Spierig
- Musique : Cliff Bradley
- Photographie : Andrew Strahorn
- Montage : Michael Spierig et Peter Spierig
- Décors : Matthew Putland
- Costumes : Chintamani Aked
- Production : Michael et Peter Spierig
- Société(s) de production : Spierigfilm
- Budget : 1 million d'AUD
- Pays d'origine :  Australie
- Format : Couleurs - 1,85:1 - Dolby Digital - 35 mm
- Genre : Comédie horrifique, action et science-fiction
- Durée : 104 minutes
- Dates de sortie : 
  - Festival de Fantasporto : 27 février 2003
  -  Australie /  Nouvelle-Zélande : 4 septembre 2003
  -  France /  Belgique /  Suisse : 12 mai 2004
- Film interdit aux moins de 12 ans lors de sa sortie en France.

## Distribution
- Felicity Mason : Rene
- Mungo McKay : Marion
- Rob Jenkins : Wayne
- Lisa Cunningham : Sallyanne
- Dirk Hunter : Harrison
- Emma Randall : Molly
- Steve Grieg : Agent
- Noel Sheridan : Chip
- Gaynor Wensley : Aggie
- Eleanor Stillman : Ruth

## Autour du film
- Les deux réalisateurs ont réalisé eux-mêmes la plupart des effets spéciaux sur leur ordinateur personnel. La post-production a duré neuf mois.
- Le scénario inventé par Cartman dans l'épisode de South Park, Casa Bonita, est une reconstitution du film, reprenant la météorite, les cannibales et les « mangeurs de cerveau ».

## Distinctions

### Récompenses
- Prix FIPRESCI lors du Festival international du film de Melbourne 2003.

### Nominations
- Nomination au prix du meilleur film lors du festival Fantasporto 2003.
- Nomination au prix du meilleur film lors du Festival international du film de Catalogne 2003.